# Anapoma draudtiphila
Anapoma draudtiphila là một loài bướm đêm trong họ Noctuidae.